# Палермити

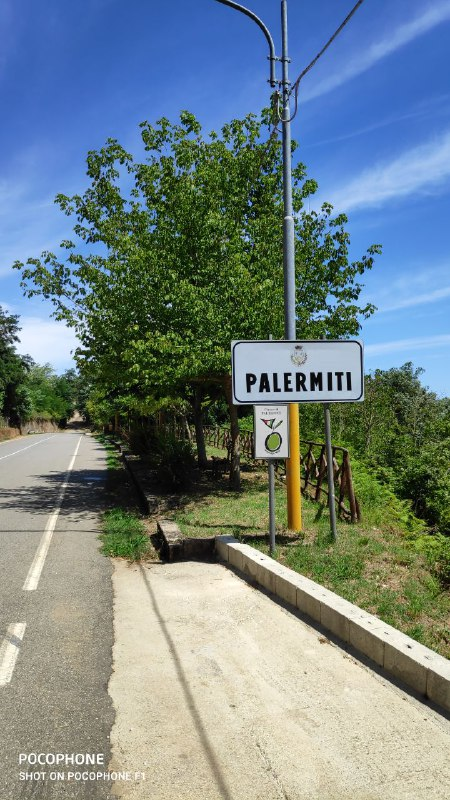
Граница коммуны обозначена придорожным знаком

Палермити (итал. Palermiti) — коммуна в Италии, располагается в регионе Калабрия, подчиняется административному центру Катандзаро.
Население составляет 1434 человека, плотность населения составляет 80 чел./км². Занимает площадь 18 км². Почтовый индекс — 88050. Телефонный код — 0961.
Покровителями коммуны почитаются Пресвятая Богородица (Madonna della Luce), празднование 2 августа , и святой воин Иуст, празднование 14 июля.